# We Will All Evolve
We Will All Evolve es el tercer álbum de la banda Our Last Night lanzado por Epitaph Records el 5 de marzo del 2010 en Estados Unidos y el 5 de abril del mismo año en Europa.

## Lista de canciones
Todas las letras escritas por Matt Wentworth, toda la música compuesta por Matt Wentworth. 
| N.º | Título                      | Duración |  |
| 1.  | «Elephants»                 | 3:31     |  |
| 2.  | «The Air I Breathe»         | 4:00     |  |
| 3.  | «Mouth Machine Gun»         | 3:19     |  |
| 4.  | «Across the Ocean»          | 4:22     |  |
| 5.  | «Deceiver»                  | 4:07     |  |
| 6.  | «The Devil Inside You»      | 3:51     |  |
| 7.  | «Distance Is Destroying Me» | 3:02     |  |
| 8.  | «Carry Me to Safety»        | 3:40     |  |
| 9.  | «Into the Future»           | 3:35     |  |
| 10. | «We Will All Evolve»        | 4:32     |  |

## Créditos

### Our Last Night
- Trevor Wentworth - vocalista
- Matt Wentworth - guitarra líder, segunda voz
- Colin Perry - guitarra rítmica
- Alex "Woody" Woodrow - bajo
- Tim Molloy - batería

### Producción
La producción estuvo a cargo de Andrew Wade.